# Pulmón del granjero
La enfermedad del pulmón del granjero (no confundir con la enfermedad debida a los forrajes almacenados en los silos) es una neumonitis por hipersensibilidad inducida por la inhalación de polvos biológicos que provienen de partículas de heno, esporas de moho o cualquier otro producto agrícola. Esto resulta en una respuesta inflamatoria por hipersensibilidad de tipo III  que puede progresar y convertirse en una afección crónica, considerada potencialmente peligrosa.

## Signos y síntomas
- Etapa aguda: después de que cuatro a ocho horas, aparecen síntomas como dolor de cabeza, tos irritativa, y dificultad para respirar (disnea) con el esfuerzo físico.[3]
- Etapa subaguda: los síntomas persisten sin más exposición, y aumentan en gravedad. Los síntomas incluyen: disnea con esfuerzo físico, tos crónica, debilidad física, fiebre y sudoración ocasionales, disminución del apetito, dolores y molestias.
- Etapa crónica: los efectos debilitantes ahora se consideran a largo plazo. Los síntomas incluyen: disnea grave, tos crónica, debilidad física, fiebre y sudoración ocasionales por la noche, disminución del apetito, y molestias y dolores generales.

Estos síntomas se desarrollan entre cuatro y ocho horas después de que exposición a los antígenos.  En los ataques agudos, los síntomas se asemejan a una neumonía o gripe. En ataques crónicos,  existe la posibilidad de la víctima entre en shock y muera del ataque.

## Causas
El daño pulmonar permanente puede surgir debido a la incapacidad de la persona para reconocer  la causa de los síntomas. El pulmón del granjero ocurre debido a la exposición repetida a antígenos, encontrados en las esporas de moho de heno, los cultivos, y en el alimento de los animales, provocando una reacción alérgica dentro del sistema inmunológico del granjero. Los mecanismos de defensa del cuerpo se presentan como síntomas de resfriado y gripe que ocurren en individuos que experimentan reacciones agudas o crónicas.
Las esporas de moho inhaladas y provocan la creación de anticuerpos IgE que circulan por el torrente sanguíneo, estos tipos de respuesta inmune se inician con mayor frecuencia por la exposición a actinomycetales termofílicos (la mayoría generalmente Saccharopolyspora rectivirgula), que generan anticuerpos de tipo IgG. Tras una exposición posterior, los anticuerpos IgG se combinan con los alérgenos inhalados formando complejos inmunes en las paredes de los alvéolos pulmonares. Esto provoca la acumulación de líquido, proteínas y células en la pared alveolar, lo que ralentiza el intercambio de gases entre la sangre y el aire, comprometiendo la función del pulmón.  Después de múltiples exposiciones, se necesitan cada vez menos antígenos para desencadenar la reacción en el pulmón.

## Prevención
La enfermedad del pulmón del granjero es crónica y no puede ser revertida, por lo tanto, para prevenir la progresión a etapas más tardías, los granjeros deben informar a su médico sobre su ocupación y si  existe moho en su entorno de trabajo. La prevención de esta enfermedad respiratoria se puede facilitar a través de la ventilación de las áreas de trabajo, el secado de materiales y el uso de mascarillas cuando se trabaja en áreas cerradas con moho de heno o cultivos.

## Diagnóstico
El diagnóstico del pulmón del granjero es difícil debido a su semejanza al resfriado común y la gripe. Los médicos diagnostican a los pacientes de pulmón del granjero bajo las condiciones siguientes:
- Historia clínica de síntomas como tos, fiebre, y disnea cuándo se expone a moho en el entorno de trabajo.[7]
- La presencia de enfermedad pulmonar intersticial en casos crónicos.
- Presentación de anticuerpos ante la exposición a Actinomycetes termofílicos.

Los procedimientos diagnósticos pueden incluir:
• Un examen de sangre
• Una radiografía de tórax 
• Una prueba de capacidad de respiratoria, tales como Espirometría.
• Una prueba de inhalación
• Examen de tejido pulmonar
• Exámenes inmunológicos
• Prueba de función pulmonar
• Revisando la historia clínica

## Tratamiento
Según la gravedad de los síntomas, la enfermedad del pulmón del granjero pueden durar de uno a dos semanas, o pueden durar el resto de la vida.  
La enfermedad aguda tiene la capacidad de ser tratada porque aún no se ha desarrollado hipersensibilidad a los antígenos. Las principales opciones de tratamiento son: reposo y reducción de la exposición a los antígenos mediante mascarillas y aumentando la ventilación en espacios cerrados donde los antígenos estén presentes.
Cualquier exposición a antígenos una vez se haya desarrollado hipersensibilidad puede desencadenar una reacción crónica. Para la enfermedad crónica,  no hay tratamientos verdaderos porque el paciente ya  ha desarrollado hipersensibilidad, lo que significa que su condición durará el resto de su vida.

## Epidemiología
El crecimiento de esporas de moho ocurre cuando el heno no se seca correctamente. El crecimiento de estas esporas de moho se acumula con el tiempo e infectará el huésped cuando se libere la fuente. Cuando están en el aire, el granjero puede inhalar las partículas e inducir una reacción alérgica. El heno con riesgo de aumento de volumen de esporas se encuentran en la base del montón.  La presencia de la enfermedad pulmonar del granjero alcanza su punto máximo durante el final del invierno y principios de primavera y se observa principalmente después de la temporada de cosecha, cuando los síntomas han comenzado. Esta enfermedad es más prevalente en climas húmedos.